# Lianzhou (sockenhuvudort i Kina, Jiangxi Sheng, lat 27,05, long 114,26)
Lianzhou är en sockenhuvudort i Kina. Den ligger i provinsen Jiangxi, i den sydöstra delen av landet, omkring 240 kilometer sydväst om provinshuvudstaden Nanchang. Antalet invånare är 17 013. Befolkningen består av 8 212 kvinnor och 8 801 män. Barn under 15 år utgör 21,0 %, vuxna 15-64 år 70 %, och äldre över 65 år 8,0 %.
Runt Lianzhou är det ganska tätbefolkat, med 192 invånare per kvadratkilometer. Närmaste större samhälle är Hechuan, 12,5 km söder om Lianzhou. Trakten runt Lianzhou består till största delen av jordbruksmark.
Genomsnittlig årsnederbörd är 2 003 millimeter. Den regnigaste månaden är maj, med i genomsnitt 314 mm nederbörd, och den torraste är oktober, med 38 mm nederbörd.